# Seventeen Ain't Young
"Seventeen Ain't Young" é uma música bubblegum pop escrita pelo compositor americano Jeff Barry para o álbum de estreia do The Archies em 1968, The Archies.  e se tornou um hit top 40 em Melbourne, Australia. Sua gravação foi produzida pelo lendário DJ da Austrália, Stan Rofe.